# Laura Juškaitė
Laura Juškaitė (ur. 22 września 1997 w Szkudach) – litewska koszykarka występująca na pozycji skrzydłowej, reprezentantka kraju, obecnie zawodniczka Walencji.
2 lipca 2018 została zawodniczką InvestInTheWest AZS AJP Gorzowa Wielkopolskiego. 28 maja 2019 podpisała umowę z tym samym klubem na kolejny sezon.

## Osiągnięcia
Stan na 7 lipca 2020, na podstawie, o ile nie zaznaczono inaczej..

### Drużynowe
- Wicemistrzyni Polski (2019)[5]
- Brąz mistrzostw Polski (2020)
- Finalistka pucharu Litwy (2017)

### Indywidualne
- Uczestniczka meczów gwiazd ligi litewskiej
- Najlepsza młoda zawodniczka ligi litewskiej (2015)

### Reprezentacja
Seniorska
- Uczestniczka kwalifikacji do mistrzostw Europy (2017)

Młodzieżowe
- Mistrzyni Europy U–16 dywizji B (2012)
- Wicemistrzyni Europy U–20 dywizji B (2016)
- Brązowa medalistka mistrzostw Europy U–18 dywizji B (2013)
- Uczestniczka:
  - mistrzostw Europy:
    - U–20 (2017 – 14. miejsce)
    - U–18 (2014 – 13. miejsce, 2015 – 10. miejsce)
    - U–16 (2013 – 15. miejsce)